# Le Fauve (mascotte)
Le Fauve, un petit chat mascotte officielle du Festival international de la bande dessinée d'Angoulême, a été créé en 2007 par Lewis Trondheim, alors président du jury de la 34e édition du festival.
Le Fauve incarne l’image du festival d’Angoulême : il est utilisé comme signature sur l’ensemble des supports de communication (programme, signalétique...). Il figure sur le logo du festival jusqu'en 2021.

## Historique
Le Fauve est un chat noir et blanc, mignon et espiègle, crée en 2007 par Lewis Trondheim,,.
À partir de sa création initiale, le dessinateur imagine de nombreuses déclinaisons du Fauve, qui mettent en scène la mascotte du festival dans des situations particulières, liées aux divers événements et manifestations spécifiques du festival.
Il existe aujourd’hui[Quand ?] de nombreuses illustrations originales qui permettent ainsi « d’animer » le Fauve selon le type de communication souhaitée. La charte graphique du festival définit le contexte et les conditions spécifiques d’utilisation de chacune de ces illustrations.
C’est également le Fauve qui, chaque mois de janvier lors de la proclamation du palmarès officiel du festival, donne son nom à la plupart des prix (Fauve d'or, Fauve Polar SNCF, etc.), attribués aux meilleurs albums publiés au cours des douze derniers mois. 
Lors de la cérémonie de remise des prix, chaque lauréat se voit remettre un trophée à l'effigie du Fauve.
Le Fauve disparaît du logo du festival à partir de l'édition 2022.